# Chantemerle

Chantemerle este o comună în departamentul Marne, Franța. În 2009 avea o populație de 55 de locuitori.